# マリア・コミサロワ
マリア・レオニードヴナ・コミサロワ（ロシア語: Мария Леонидовна Комиссарова、1990年9月5日 - ）は、ロシア、サンクトペテルブルク出身のフリースタイルスキー選手。

## 経歴
2012年3月10日にスイスのグリンデルヴァルトで行われたワールドカップで自己最高の2位となり、ロシア選手としては同種目初めての表彰台登壇となった。2013年は怪我した足の手術を行い、全治には6ヶ月を費やした。
2014年のソチオリンピックのロシア代表に選ばれ、メダルの可能性のある一人と見られていたが、2月15日に行われたスキークロスの公式練習で脊椎骨折の重傷を負い、ソチ近郊の病院で脊椎に金属のインプラントを挿入する6時間半に及ぶ緊急手術を受けた。彼女はウラジーミル・プーチンロシア大統領の私的訪問を受けた後、ドイツのミュンヘンにある病院に移送され、そこで治療を行っている。2月26日、自身のインスタグラムで腰から下の感覚を失っているが再起への自信を示すコメントを口にしている。